# President Carlos P. Garcia
Pres. Carlos P. Garcia (Pitogo) (President Carlos Polestico Garcia) ist eine philippinische Stadtgemeinde in der Provinz Bohol. Sie hat 23.356 Einwohner (Zensus 1. August 2015). Die Gemeinde liegt auf der Insel 375 km² großen Insel Lapinin.  

## Baranggays
Pres. Carlos P. Garcia ist politisch in 23 Baranggays unterteilt.
| - Aguining - Basiao - Baud - Bayog - Bogo - Bonbonon - Canmangao - Campamanog | - Gaus - Kabangkalan - Lapinig - Lipata - Poblacion - Popoo - Saguise - San Jose (Tawid) | - Santo Rosario - Tilmobo - Tugas - Tugnao - Villa Milagrosa - Butan - San Vicente |